# CF telovnik
je medicinski pripomoček, ki se uporablja v respiratorni fizioterapiji čiščenja dihalnih poti pri bolnikih s cistično fibrozo (krajše CF). 
Fizioterapevti priporočajo vsakodnevno 10-40 minutno uporabo telovnika pri bolnikih, ki imajo povečano izločanjen sputuma (sekreta) v dihalih. Terapija s telovnika sodi med standardne rehabilitacije/fizioterapijo v CF centrih po svetu. 

## Sestavni deli pripomočka
Pripomoček je sestavljen iz telovnika, dveh cevi, daljinskega upravljalnika in naprave za vibriranje na zrak (angl. air pulse generator). Pritisk in frekvenca vibriranja sta nastavljivi.

## Namen in delovanje
Z vibriranjem suknjiča se gosta sluz (sputum) tanjša, postaja manj viskozna in se pomika proti širšim kanalom v pljučih. Bolnik jo nato z različnimi tehnikami izkašlja/izloči.